# Martin Bartenstein

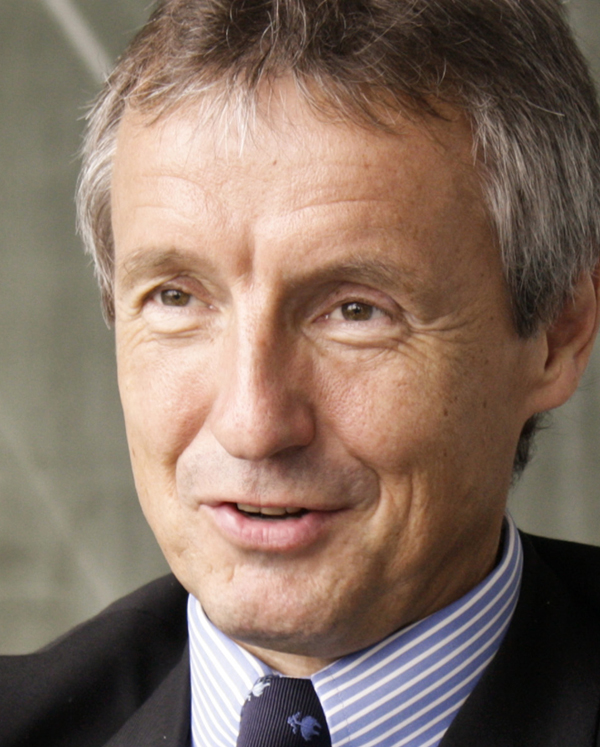
Martin Bartenstein, membro do parlamento austríaco.

Martin Bartenstein (3 de Junho de 1953 em Graz) é um político do Partido Popular Austríaco.
Martin Bartenstein é o Ministro Federal austríaco da Economia e Trabalho desde 2000.